# Michael Rogers (cyclisme)
Pour les articles homonymes, voir Michael Rogers et Rogers.
Michael Rogers (né le 20 décembre 1979 à Barham), est un coureur cycliste australien, professionnel entre septembre 2000 et 2016. Remarquable rouleur à ses débuts, il a remporté trois fois consécutivement le titre de champion du monde du contre-la-montre entre 2003 et 2005. Se consacrant progressivement aux courses par étapes, il a notamment remporté le Tour d'Allemagne en 2003 et le Tour de Californie en 2010, et a terminé deuxième du Tour de Suisse en 2005 et du Tour de Catalogne en 2007. Il compte également une victoire d'étape sur le Tour de France 2014 et deux étapes du Tour d'Italie 2014. Sa carrière a été marquée par plusieurs blessures et maladies. Il met un terme à sa carrière en avril 2016, en raison de problèmes cardiaques.

## Biographie

### 1999-2005: le début de carrière et la révélation chez Mapei-Quick Step

#### 1999-2002
Formé sur la piste, Michael Rogers remporte son premier succès lors de la 2e étape du Tour Down Under 2000. Il rejoint l'équipe Mapei-Quick Step en tant que stagiaire, avant d'y passer professionnel en 2001. Il s'impose rapidement comme un rouleur hors pair. Dès sa première saison, il termine notamment deuxième du Grand Prix Eddy Merckx, avec son coéquipier Fabian Cancellara, 20 ans et lui aussi néo-professionnel. 
En janvier 2002, il termine deuxième du championnat d'Australie du contre-la-montre derrière Nathan O'Neill. La semaine suivante, il montre également des aptitudes remarquables pour les courses par étapes dans le Tour Down Under. Vainqueur de la 2e étape, il bénéficie d'une véritable démonstration de force de son équipe, qui réalise un triplé dans la 5e étape, avec Cadel Evans et Daniele Nardello. Ainsi, Rogers préserve son maillot jaune face à Alexandre Botcharov et remporte la course. Il confirme ces qualités en terminant troisième d'un Tour de Rhodes remporté par Fabian Cancellara, et lui aussi nettement dominé par la Mapei. La même année, Rogers confirme dans les épreuves contre-la-montre, terminant notamment cinquième du Chrono des Herbiers et 8e du championnat du monde du contre-la-montre.

#### 2003
En 2003, Rogers rejoint l'équipe Quick Step-Davitamon, qui prend la suite de Mapei-Quick Step. Il est à nouveau battu au championnat d'Australie du contre-la-montre, par Ben Day cette fois. Mais à partir du mois d'avril, Rogers se révèle comme un remarquable coureur par étapes. Il termine d'abord quatrième du Circuit de la Sarthe, grâce à un bon contre-la-montre, mais aussi à sa troisième place d'étape à Angers. Fin mai, il prend la cinquième place du Tour de Picardie, puis remporte haut la main le Tour de Belgique. La semaine suivante, il participe au Tour d'Allemagne. À l'issue de la difficile 5e étape, il occupe la cinquième place du classement général, devancé par 4 coureurs de la ONCE-Eroski. Mais le lendemain, il remporte la 6e étape, un contre-la-montre de 40 km, avec plus d'une minute d'avance sur ses concurrents, aux premiers rangs desquels les spécialistes Jan Ullrich et Alexandre Vinokourov. Rogers remporte ainsi avec la manière le Tour d'Allemagne, sa plus belle course par étapes, devant plusieurs des protagonistes du Tour de France. Mieux, il enchaîne sur une troisième course par étapes consécutive, remportant fin juin la Route du Sud grâce à son écrasante victoire dans le contre-la-montre. En juillet, il participe à son premier Tour de France. Alors qu'il occupe la 15e place du classement général, il se fait remarquer en accompagnant le maillot jaune, son coéquipier Richard Virenque, dans la grande étape de l'Alpe d'Huez. Usé par ses performances des derniers mois, il rétrograde cependant dans les Pyrénées, et termine le Tour à la 42e place. 
En fin de saison, Rogers réussit à nouveau de très belles performances contre-la-montre. Il termine à nouveau deuxième du Grand Prix Eddy Merckx avec László Bodrogi, puis prend la médaille d'argent lors des championnats du monde du contre-la-montre derrière l'écossais David Millar. Ce dernier ayant avoué s'être dopé, Rogers remportera finalement le titre de champion du monde du contre-la-montre 2003. 

#### 2004

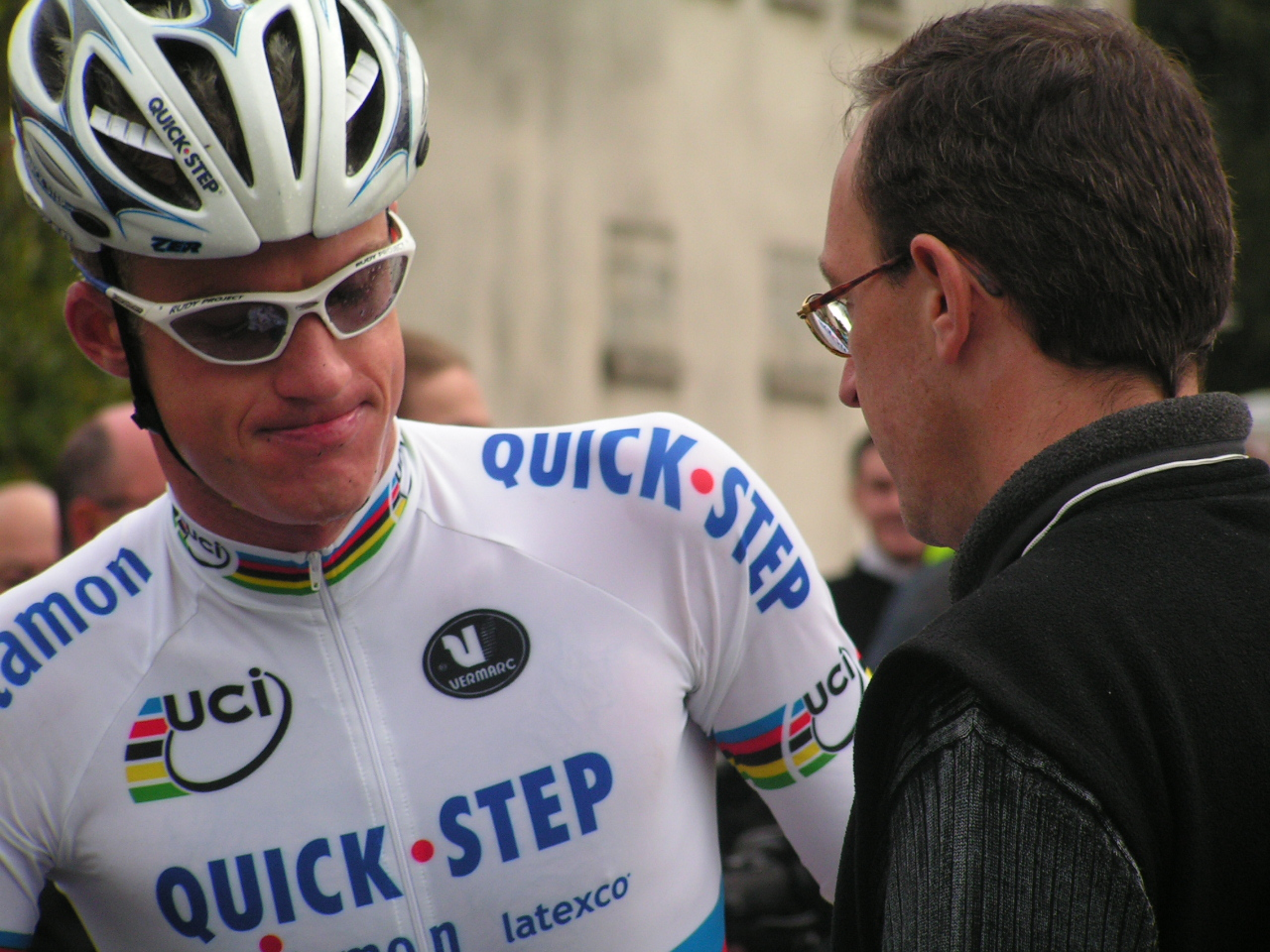
Michael Rogers lors du Chrono des Herbiers 2004

Dès le début 2004, Rogers termine 8e de Paris-Nice, confirmant ses belles performances de l'année précédente. Mais il déçoit sur le Critérium du Dauphiné libéré, où il ne termine que 41e, distancé dès avant la montagne. Le Tour de France commence tout aussi mal. Au pied des Pyrénées, il est 56e à 16 minutes de Thomas Voeckler, le maillot jaune, et à plus de 6 de Lance Armstrong. Il fait cependant preuve d'une grande régularité en montagne, et termine notamment 12e du contre-la-montre en côte de l'Alpe d'Huez, ce qui lui permet de s'adjuger une 22e place finale. 
Peu après le Tour, il échoue au pied du podium du contre-la-montre des Jeux olympiques d'Athènes à 3 s seulement de la médaille de bronze de Bobby Julich. Il prend sa revanche quelques mois plus tard en remportant son deuxième titre consécutif de champion du monde du contre-la-montre, avec plus d'une minute d'avance sur tous ses concurrents. Ce jour-là, Rogers reçoit successivement sa médaille d'or de l'année précédente, à la suite du déclassement de Millar, et sa médaille d'or 2004. Il devient ainsi le premier à remporter deux titres consécutifs de champion du monde du contre-la-montre depuis la création de l'épreuve. Il réussit aussi plusieurs autres performances dans les épreuves contre-la-montre de fin de saison, terminant notamment deuxième de Florence-Pistoia derrière Sergiy Matveyev. 

#### 2005
En 2005, Rogers confirme ses remarquables aptitudes pour les terrains montagneux. Dès le début de la saison, il termine troisième du Grand Prix de Lugano. Puis, début avril, il termine huitième du relevé Tour du Pays basque. En mai, il prend part au Tour de Catalogne. Malgré un contre-la-montre par équipes médiocre, il termine quatrième de la grand étape de montagne menant à Andorre et prend la dixième place du classement général. Le lendemain, lors du contre-la-montre en côte couru sur la même ascension, il termine sixième. Il prend ainsi la quatrième place finale de ce Tour de Catalogne. Il confirme quelques semaines plus tard sur le Tour de Suisse. Dès la 2e étape contre-la-montre, il s'empare de la troisième place, derrière Jan Ullrich et Bradley McGee. Lors de la difficile 6e étape qui mène à Arosa, Rogers distance d'une poignée de secondes ses adversaires pour terminer troisième de l'étape. Il s'empare du maillot jaune. Dans la 8e étape, Rogers voit s'affirmer un troisième concurrent majeur. L'Espagnol Aitor González l'attaque et lui reprend une minute au classement général, se rapprochant à la quatrième place à 36 s avant la dernière étape. Dans cette 9e étape, Rogers est attaqué toute la journée par ses concurrents au classement général, et la force collective de son équipe est trop limitée. Rogers tente de devancer ses concurrents en attaquant le premier, mais il est rapidement distancé par le même Aitor González, qui lui reprend à Ulrichen 48 secondes et la victoire finale. Rogers, quatrième de l'étape, termine deuxième de ce Tour de Suisse. 
Rogers fait ainsi partie des outsiders du Tour de France. Décevant lors du contre-la-montre initial (45e), régulier en montagne dans les Alpes, il occupe la 21e place au pied des Pyrénées. Mais il y subit le contrecoup de ses performances des derniers mois, et recule finalement à la 41e place. Le 22 septembre 2005, Rogers remporte à Madrid son troisième titre de champion du monde du contre-la-montre, établissant alors le record de l'épreuve. Il termine également deuxième du Chrono des Herbiers quelques jours plus tard, derrière Ondřej Sosenka.

### 2006-2008: la confirmation chez T-Mobile

#### 2006
En 2006, Rogers rejoint l'équipe T-Mobile. Après une bonne préparation sur la Semaine internationale Coppi et Bartali et le Circuit de la Sarthe, il participe pour la première fois au Tour d'Italie. Il termine 8e de la 1re étape contre-la-montre, puis profite de la deuxième place de son équipe dans le contre-la-montre par équipes pour prendre la quatrième place du classement général. 29e de la première étape de moyenne montagne à Saltara, il préserve sa quatrième place derrière son coéquipier Serhiy Honchar, mais s'effondre le lendemain dans l'ascension du Passo Lanciano, terminant 62e à 8 min 49 s. Il recule alors progressivement au classement, et abandonne après la 12e étape, qu'il termine à la 170e place. Après ce Tour d'Italie tronqué, il participe au Tour de Suisse, mais avec beaucoup moins de succès que l'année précédente, et termine 64e. 
Il participe donc sans grands repères au Tour de France. Il réalise cependant une très bonne première partie de Tour : il est 7e du prologue, deuxième à Valkenburg, puis quatrième du contre-la-montre à Rennes. Il occupe ainsi la troisième place du classement général au pied des Pyrénées à 1 min 08 s de Serhiy Honchar, dans une situation analogue à celle du Tour d'Italie. 12e au sommet de Pla de Beret, Rogers recule à la septième place du classement général après les Pyrénées. Dans les Alpes, il termine 15e à l'Alpe d'Huez, 12e à La Toussuire et 21e à Morzine, faisant preuve d'une remarquable régularité, mais sans peser fortement sur la course. 18e du dernier contre-la-montre, il termine ce Tour de France à la neuvième place. 
En fin de saison, il termine deuxième du Regio Tour, mais perd son titre de Champion du monde du contre-la-montre, ne prenant que la huitième place.

#### 2007

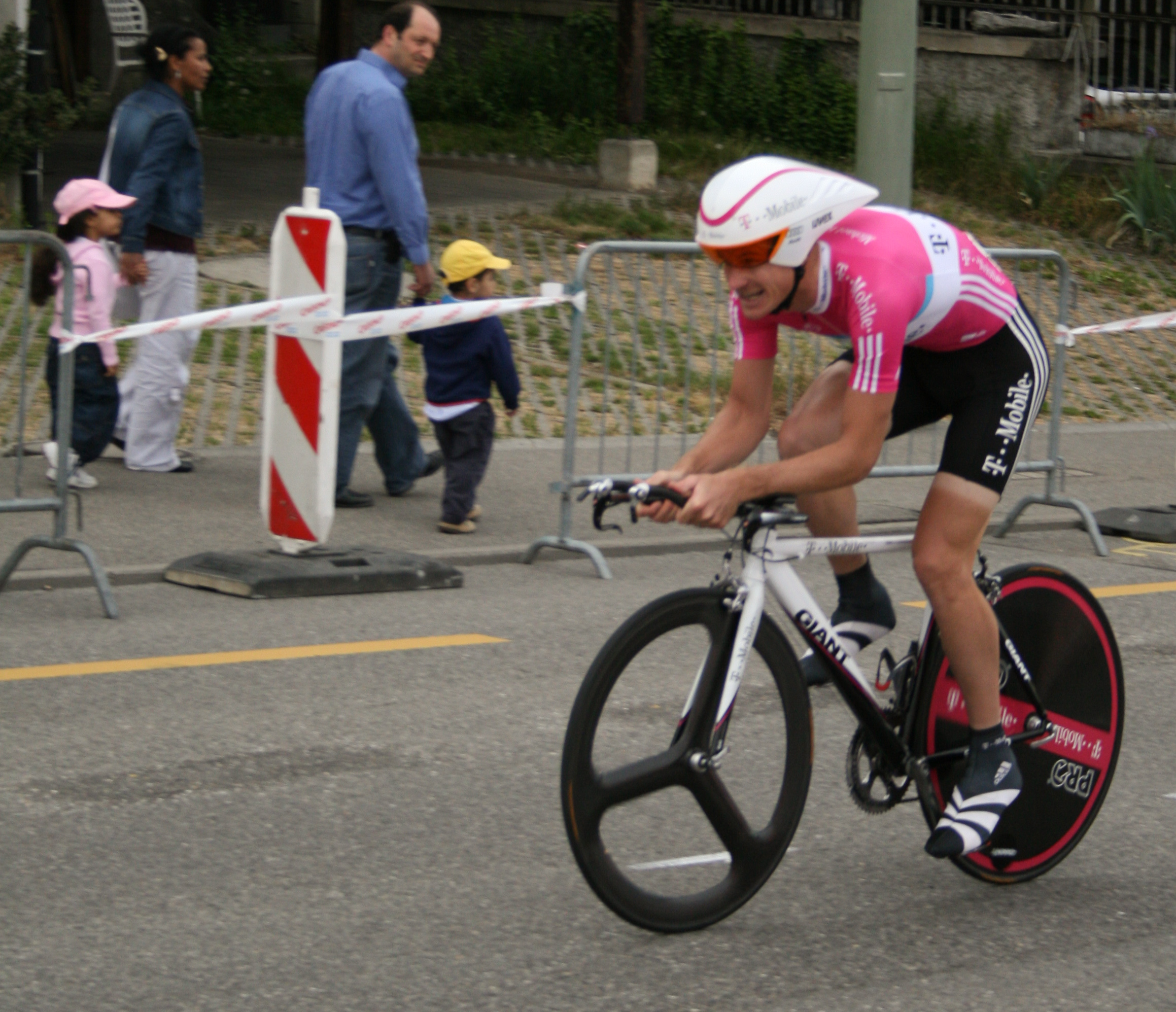
Au Tour de Romandie 2007.

En 2007, Rogers réalise un bon début de saison, terminant septième du Tour de Californie et quatrième de la Semaine internationale Coppi et Bartali, mais abandonne sur le Tour du Pays basque et le Tour de Romandie. Sur le Tour de Catalogne, son équipe ne prend que la 13e place du contre-la-montre par équipes. Deuxième de la première étape de montagne derrière Óscar Sevilla, il ne prend donc que la troisième place, à 32 s de Sevilla, et à 4 s de Vladimir Karpets. Lors du contre-la-montre en côte du lendemain, Rogers prend la cinquième place, loin devant Sevilla, mais derrière Karpets, qui s'empare du maillot jaune. Malgré ses efforts, Rogers ne parvient pas à distancer Karpets dans la dernière étape, et termine deuxième, toujours à la recherche d'une victoire dans une grande course par étapes depuis sa deuxième place dans le Tour de Suisse 2005. 
Après son abandon dans le Tour de Suisse, Rogers participe à son cinquième Tour de France consécutif. Il termine 20e du prologue et occupe la 14e place du classement général à la veille de la première grande étape de montagne. Mais dans cette 8e étape, il se fracture la clavicule et est contraint à l'abandon.

### 2008-2010: High Road / Columbia-HTC

#### 2008

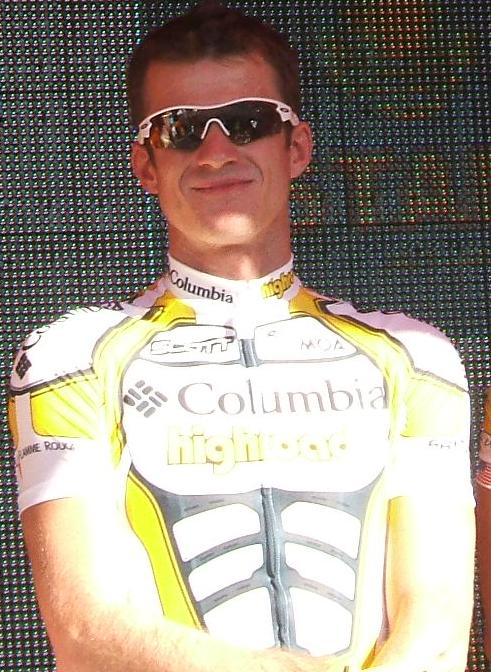
Michael Rogers au Tour Down Under 2008

L'équipe T-Mobile devient High Road à la suite du retrait du sponsor T-Mobile. Le début de saison 2008 de Rogers est à nouveau marqué par la malchance. Une mononucléose le contraint à ne reprendre la compétition qu'en mai, au Tour de Catalogne. Sur le Critérium du Dauphiné libéré, Rogers termine 31e du prologue et 38e de la 3e étape contre-la-montre, confirmant des résultats moins impressionnants contre-la-montre au cours des deux dernières années. En contrepartie, Rogers progresse visiblement en montagne, terminant notamment 9e à Annemasse et 10e à Morzine. Il prend ainsi la 11e place de ce Critérium du Dauphiné libéré.
Encore affaibli, il ne participe pas au Tour de France, mais termine deuxième du Tour de Saxe, puis participe aux Jeux olympiques de Pékin, où il prend la 6e place de l'épreuve en ligne, et la 8e du contre-la-montre. À la fin du mois d'août, il profite de sa 4e place lors de la 7e étape contre-la-montre pour terminer troisième de l'Eneco Tour derrière José Iván Gutiérrez et Sébastien Rosseler. En septembre, il termine deuxième du Tour du Missouri, puis seulement 12e du championnat du monde du contre-la-montre.

#### 2009
En janvier 2009, Rogers remporte pour la première fois le Championnat d'Australie contre-la-montre, auquel il n'avait plus participé depuis 2003, puis termine deuxième de l'épreuve en ligne, battu au sprint par Peter McDonald. Par le jeu des bonifications, il termine ensuite sixième du Tour Down Under. Sur le Tour de Californie, il termine 4e du prologue et du contre-la-montre, et troisième de l'étape de moyenne montagne à Santa Cruz, ce qui lui vaut de terminer troisième du classement général.

#### 2010
Il remporte en février 2010 le Tour d'Andalousie, sans remporter d'étape. Rogers prend la 2e place du Critérium international, la 3e place du Monte Paschi Strade Bianche, la 3e place du Tour de Romandie et la 6e place de Tirreno-Adriatico. En mai, il gagne le Tour de Californie, dont il avait fait un de ses objectifs. Il ne remporte pas d'étape, mais se classe 2e des troisième, cinquième et septième étapes, et 3e de la sixième étape.
À la suite de ces performances, Michael Rogers est considéré comme l'un des outsiders pour le Tour de France, qu'il termine à la 37e place. En 2011, il rejoint l'équipe britannique Sky.

### 2011-2012: Sky

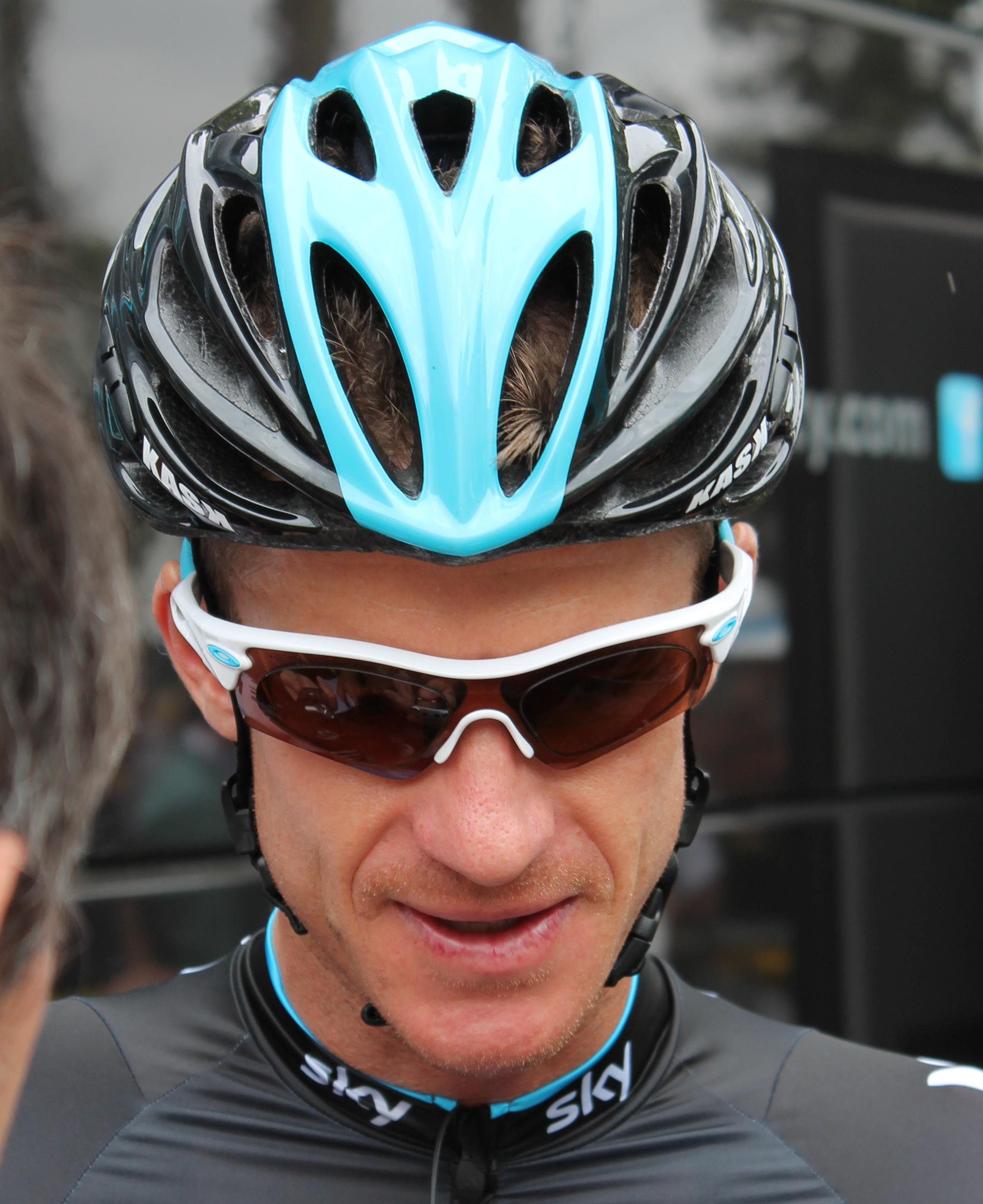
Michael Rogers au départ de la du Tour de France 2012 à Blagnac

En 2011, Michael Rogers s'engage dans la formation britannique Sky. Le 22 juin, il annonce qu'il ne participera pas au Tour de France à cause d'une mononucléose infectieuse.
En 2012, il participe au championnat d'Australie du contre-la-montre, puis dispute le Tour Down Under où il obtient la quatrième place à 14 secondes du vainqueur Simon Gerrans. En mars, il participe au Critérium international. Lors de la deuxième étape, un contre la montre de 6,5 km, il se classe second derrière Cadel Evans, le futur vainqueur de l'épreuve. Le lendemain, il est huitième au col de l'Ospedale. Il est finalement troisième du classement général. Fin avril, il contribue à la victoire de coéquipier Bradley Wiggins lors du Tour de Romandie et occupe la cinquième position du classement général final. Il gagne ensuite deux étapes et le classement général du Tour de Bavière.
En vue du Tour de France, il prend part au Critérium du Dauphiné et se classe second. Rogers est donc sélectionné pour la « grande boucle » où son rôle est d’épauler Wiggins. Il chute au cours de la première étape mais sans gravité. Finalement, il est vingt-troisième et l'équipe Sky occupe les deux premières places du classement général avec Bradley Wiggins et Christopher Froome.

### 2013-2016: Saxo-Tinkoff
En mai 2013, Rogers est deuxième du Tour de Californie derrière Tejay van Garderen. En juillet, il court le Tour de France en tant qu'équipier d'Alberto Contador et termine à la 16e place.
En fin de saison 2013, Rogers gagne la Japan Cup. Toutefois, il est contrôlé positif au clenbutérol à l'issue de la course. Rogers se défend en invoquant l'ingestion de viande d'origine chinoise contaminée par ce produit. L'Union cycliste internationale accepte cette explication, déclarant qu'il y a une « probabilité significative » de contamination. Le contrôle positif amène automatiquement la disqualification de cette course mais aucune autre sanction n'est décidée contre le coureur australien,.
Il fait son retour à la compétition juste à temps pour participer au Tour d'Italie. Tout au long de la majeure partie de la course, il aide son leader Rafal Majka. Rogers remporte sa première étape individuelle sur un grand tour lors de la onzième étape. Il récidive lors de l'arrivée au sommet de l'avant-dernière étape du Monte Zoncolan. Le 22 juillet 2014, il remporte sa première étape sur le Tour de France. Il s'impose lors de la 16e étape, la plus longue de l'épreuve (237,5 km) entre Carcassonne et Bagnères-de-Luchon. Il contre une attaque de Cyril Gautier en bas de la descente du Port de Balès à 3 km de l'arrivée pour gagner en solitaire. 
En décembre 2015, un communiqué sur le site internet de son équipe annonce qu'il souffre de problèmes cardiaques, ce qui l'oblige à reporter son début de saison, qui devait être sa dernière année. Il fait son retour en février lors du Dubaï Tour, mais il est non-partant à la troisième étape. En avril 2016, il annonce qu'il met un terme à sa carrière en raison de ses problèmes cardiaques.

## Reconversion
En janvier 2018, il est le fondateur et PDG de la plate-forme d'entrainement virtuel VirtuGO, qui ferme ses portes en novembre 2019,.
En 2020, il devient responsable des partenaires techniques de NTT Pro Cycling. En novembre 2020, il quitte son poste chez NTT et est nommé manager de l'innovation au sein de l'Union cycliste internationale. Il est chargé « notamment du développement du cyclisme e-sport, de la gestion des projets liés à l’utilisation des nouvelles technologies dans les épreuves cyclistes et de l’exploitation des données des athlètes en course. »,. 

## Palmarès sur route

### Coureur amateur
| - 1996 - Champion d'Australie du contre-la-montre juniors - 1997 - Trofeo Emilio Paganessi - 2e du championnat du monde du contre-la-montre juniors - 1999 - 2e du championnat du monde du contre-la-montre espoirs | - 2000 - 2e étape du Tour Down Under - 3e de la Melbourne to Sorrento Classic - 3e du championnat du monde du contre-la-montre espoirs |  |

### Coureur professionnel
| - 2001 - 2e du Grand Prix Eddy Merckx (avec Fabian Cancellara) - 2e du Duo normand (avec Fabian Cancellara) - 2002 - Tour Down Under : - Classement général - 2e étape - Classement général du Grand Prix cycliste de Beauce - 2e du championnat d'Australie du contre-la-montre - 2e du contre-la-montre aux Jeux du Commonwealth - 3e du Tour de Rhodes - 8e du championnat du monde du contre-la-montre - 2003 - Champion du monde du contre-la-montre - Route du Sud : - Classement général - 3e étape (contre-la-montre) - Classement général du Tour de Belgique - Tour d'Allemagne : - Classement général - 6e étape (contre-la-montre) - 2e du championnat d'Australie du contre-la-montre - 2e du Grand Prix Eddy Merckx (avec László Bodrogi) - 2004 - Champion du monde du contre-la-montre - 2e de Florence-Pistoia - 3e du contre-la-montre des Jeux olympiques - 8e de Paris-Nice - 2005 - Champion du monde du contre-la-montre - 2e du Tour de Suisse - 2e du Chrono des Herbiers - 3e du Grand Prix de Chiasso - 4e du Tour de Catalogne - 8e du Tour du Pays basque - 2006 - 3e étape du Regio-Tour - 2e du Regio-Tour - 8e du championnat du monde du contre-la-montre - 9e du Tour de France - 2007 - 2e du Tour de Catalogne | - 2008 - 2e du Tour de Saxe - 2e du Tour du Missouri - 3e du Eneco Tour - 5e de la course en ligne des Jeux olympiques - 8e du contre-la-montre des Jeux olympiques - 2009 - Champion d'Australie du contre-la-montre - 1re étape du Tour d'Italie (contre-la-montre par équipes) - 2e du championnat d'Australie sur route - 3e du Tour de Californie - 6e du Tour Down Under - 6e du Tour d'Italie - 7e du Tour du Pays basque - 2010 - Classement général du Tour d'Andalousie - Classement général du Tour de Californie - 2e du Critérium international - 3e du Monte Paschi Strade Bianche - 3e du Tour de Romandie - 5e du championnat du monde du contre-la-montre - 6e de Tirreno-Adriatico - 2012 - Tour de Bavière : - Classement général - 2e et 4e (contre-la-montre) étapes - 2e du Critérium du Dauphiné - 3e du championnat d'Australie du contre-la-montre - 3e du Critérium international - 4e du Tour Down Under - 5e du Tour de Romandie - 6e du contre-la-montre des Jeux olympiques - 2013 - Japan Cup - 2e du Tour de Californie - 6e du Critérium du Dauphiné - 2014 - 11e et 20e étapes du Tour d'Italie - 16e étape du Tour de France - 3e de la Route du Sud - 2015 - 7e de l'Eneco Tour |  |

### Résultats sur les grands tours

#### Tour de France
11 participations
- 2003 : 42e
- 2004 : 22e
- 2005 : 41e
- 2006 : 9e
- 2007 : abandon (8e étape)
- 2009 : 103e
- 2010 : 37e
- 2012 : 23e
- 2013 : 16e
- 2014 : 26e, vainqueur de la 16e étape
- 2015 : 36e

#### Tour d'Italie
4 participations
- 2006 : non-partant (13e étape)
- 2009 : 6e[17],[n 9], vainqueur de la 1re étape (contre-la-montre par équipes)
- 2014 : 18e, vainqueur des 11e et 20e étapes
- 2015 : 33e

## Palmarès sur piste

### Jeux olympiques
- Sydney 2000
  - 5e de la poursuite par équipes (avec Graeme Brown, Bradley McGee et Brett Aitken)

### Championnats du monde
- Bordeaux 1998
  - 10e de la course aux points

### Championnats du monde juniors
- 1997
  -  Champion du monde de course aux points juniors
  -  Champion du monde de poursuite par équipes juniors (avec Graeme Brown, Scott Davis et Brett Lancaster)
  -  Médaillé d'argent de la poursuite juniors

### Coupe du monde
- 1998
  - 1er de la poursuite par équipes à Victoria (avec Brett Lancaster, Timothy Lyons et Luke Roberts)
  - 1er de l'américaine à Victoria (avec Luke Roberts)

### Jeux du Commonwealth
- 1998
  -  Médaillé d'or de la poursuite par équipes (avec Bradley McGee, Brett Lancaster, Luke Roberts et Timothy Lions)
  -  Médaillé d'or du scratch

### Championnats d'Australie
- 1998
  -  Champion d'Australie de poursuite
  - 3e du scratch espoirs

### Classements mondiaux
Jusqu'en 2004, le classement UCI concerne tous les coureurs ayant obtenu des points lors de courses du calendrier international de l'Union cycliste internationale (324 courses en 2004). En 2005, l'UCI ProTour et les circuits continentaux sont créés, ayant chacun leur classement. De 2005 à 2008, le classement de l'UCI ProTour classe les coureurs membres d'équipes ProTour en fonction des points qu'ils ont obtenus lors des courses du calendrier UCI ProTour, soit 28 courses en 2005, 27 en 2006, 26 en 2007. En 2008, le calendrier du ProTour est réduit à 15 courses en raison du conflit entre l'UCI et les organisateurs de plusieurs courses majeures. Les trois grands tours, Paris-Roubaix, la Flèche wallonne, Liège-Bastogne-Liège, le Tour de Lombardie, Tirreno-Adriatico et Paris-Nice ne sont donc pas pris en compte dans le classement ProTour 2008. En 2009 et 2010, un « classement mondial UCI » remplace le classement ProTour. Il prend en compte les points inscrits lors des courses ProTour et des courses qui n'en font plus partie, regroupées dans un « calendrier historique », soit au total 24 courses en 2009 et 26 en 2010. Ce nouveau classement prend en compte les coureurs des équipes continentales professionnelles. En 2011, l'UCI ProTour devient l'UCI World Tour et reprend dans son calendrier les courses qui l'avaient quitté en 2008. Il comprend 27 courses en 2011.
| Année                  | 1999   | 2000 | 2001 | 2002 | 2003 | 2004 | 2005 | 2006 | 2007 | 2008 | 2009 | 2010 | 2011 | 2012 | 2013 | 2014 | 2015 |
| ---------------------- | ------ | ---- | ---- | ---- | ---- | ---- | ---- | ---- | ---- | ---- | ---- | ---- | ---- | ---- | ---- | ---- | ---- |
| Classement UCI         | 1 754e | 639e | 296e | 98e  | 33e  | 44e  |      |      |      |      |      |      |      |      |      |      |      |
| Classement ProTour     |        |      |      |      |      |      | 27e  | 74e  | 53e  | 35e  |      |      |      |      |      |      |      |
| Calendrier mondial UCI |        |      |      |      |      |      |      |      |      |      | 43e  | 43e  |      |      |      |      |      |
| UCI World Tour         |        |      |      |      |      |      |      |      |      |      |      |      | nc   | 17e  | 81e  | 82e  | 103e |

## Distinctions
- Sir Hubert Opperman Trophy - cycliste australien de l'année en 2003[35]
- Cycliste sur route australien de l'année en 2003[36]